# Ellsworth Kelly

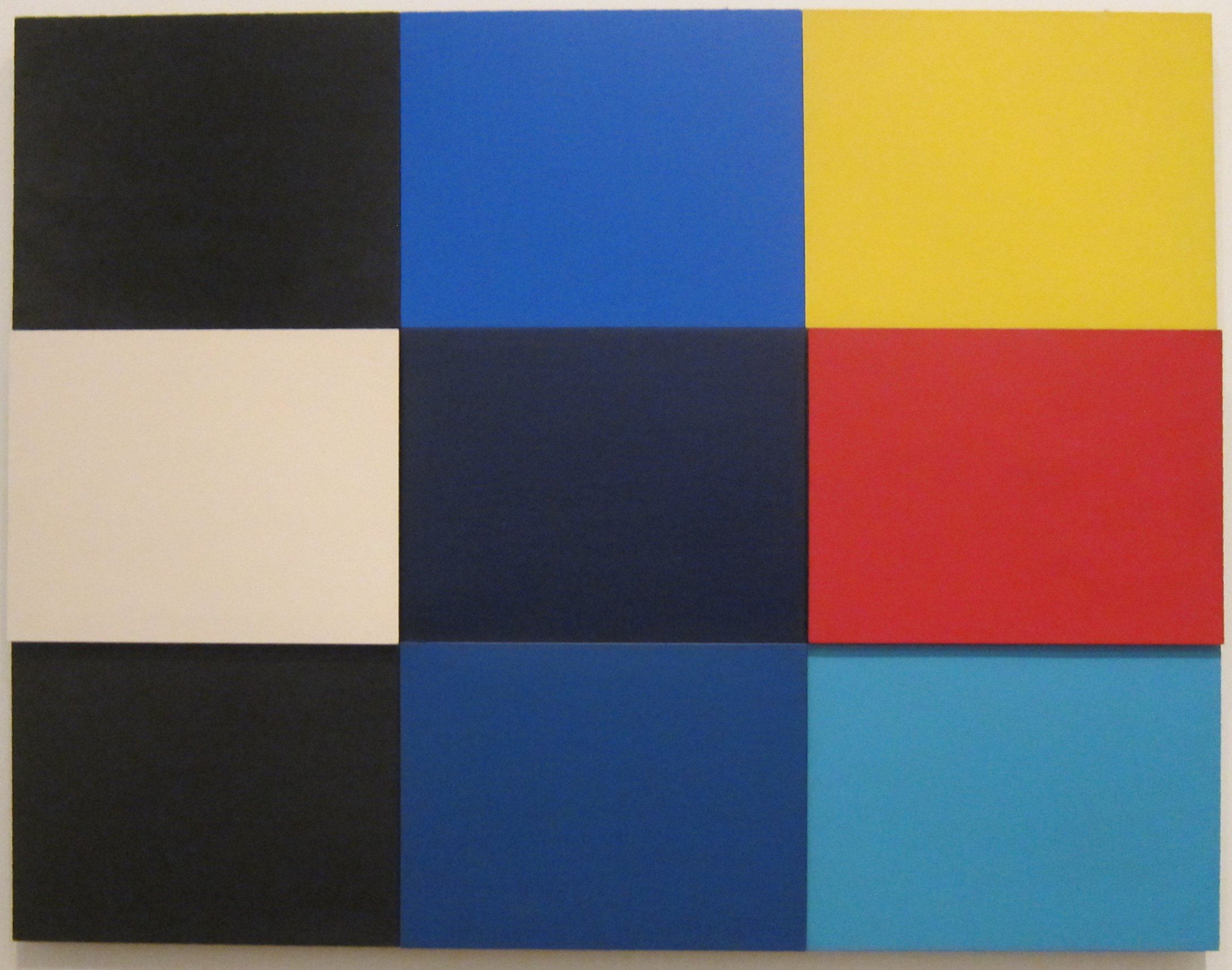
Méditerannée (1952), Tate Modern, Londen

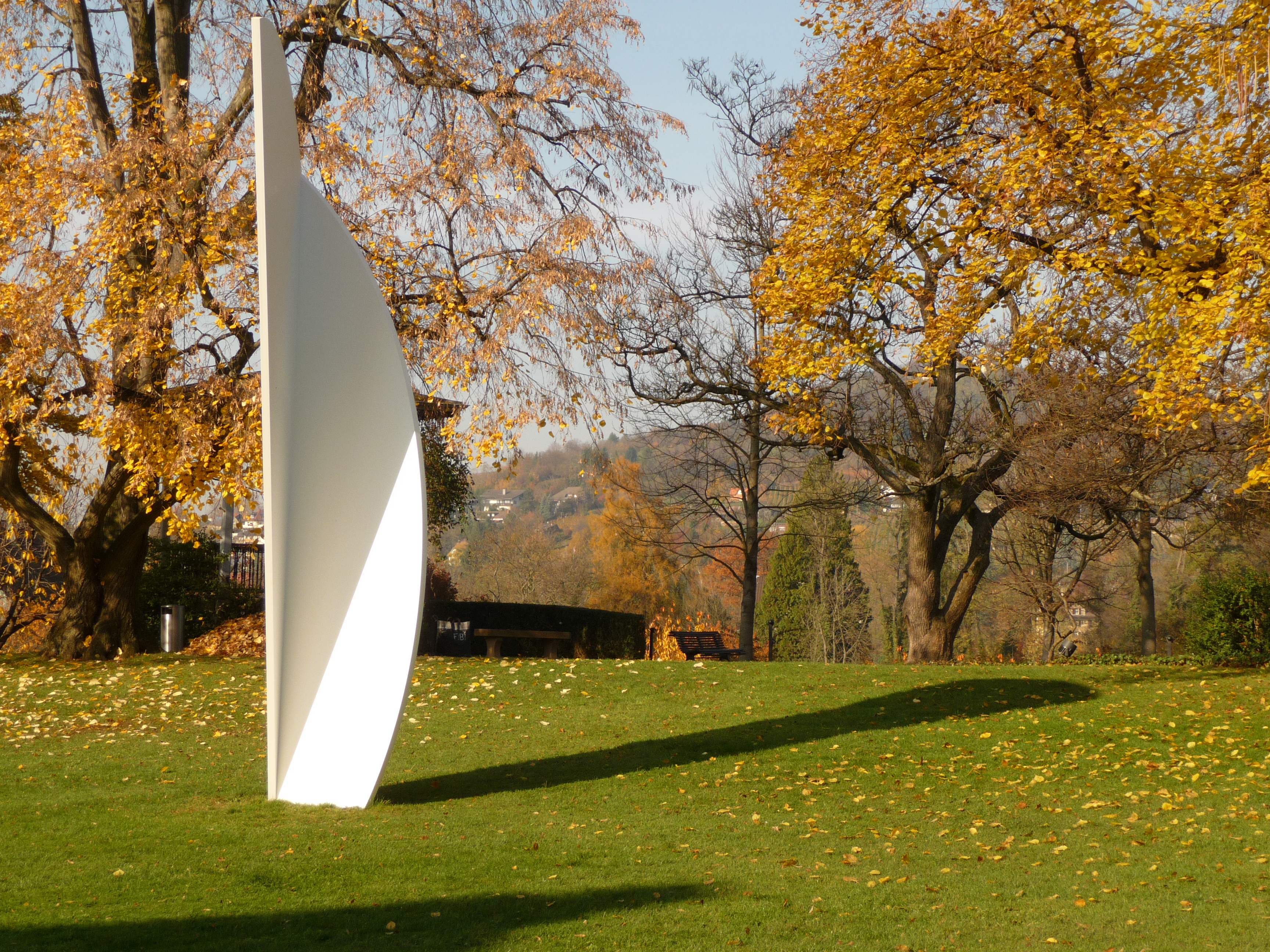
White Curves (2002), Fondation Beyeler, Bazel

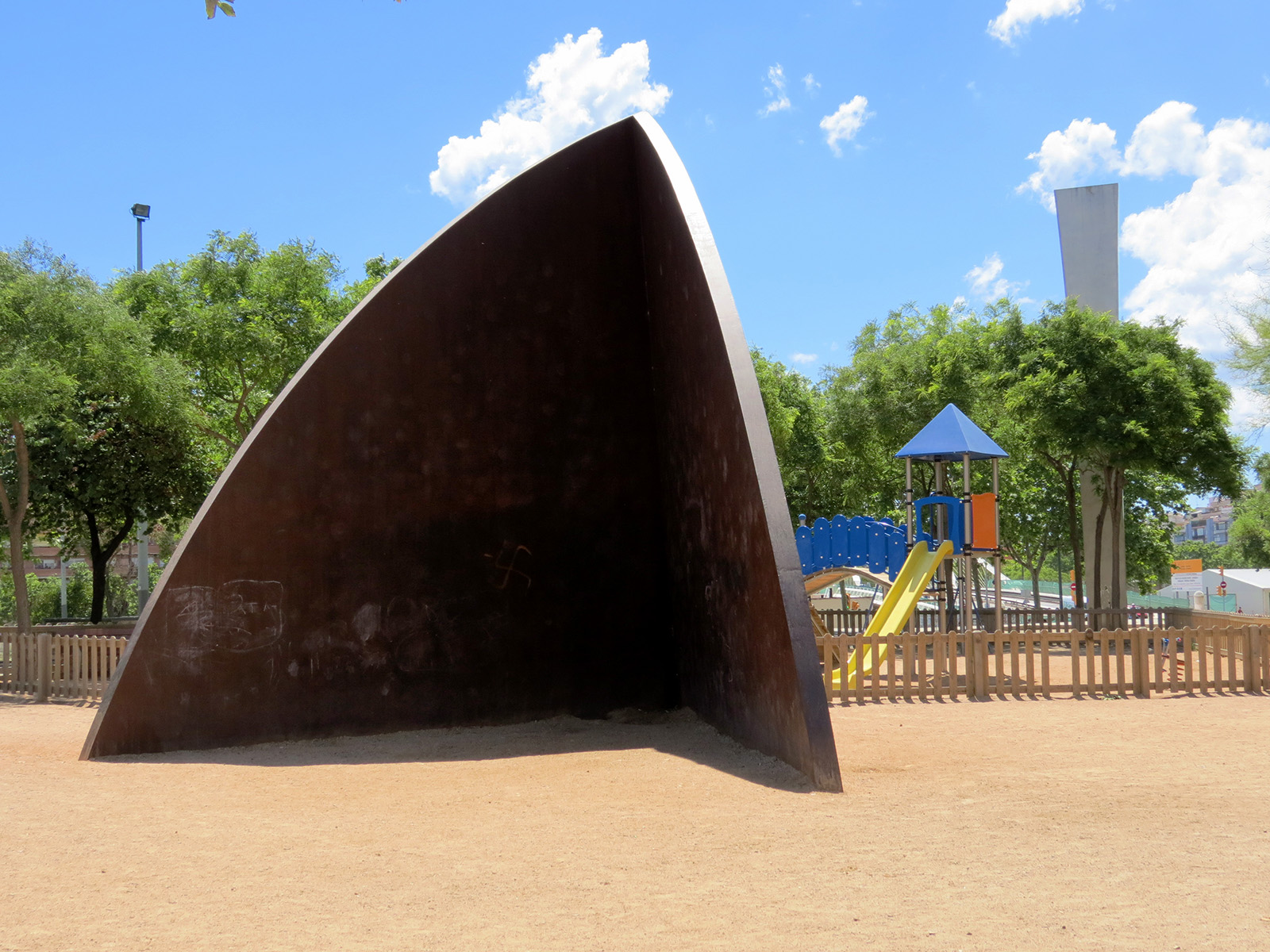
Zonder titel, Barcelona (1987)

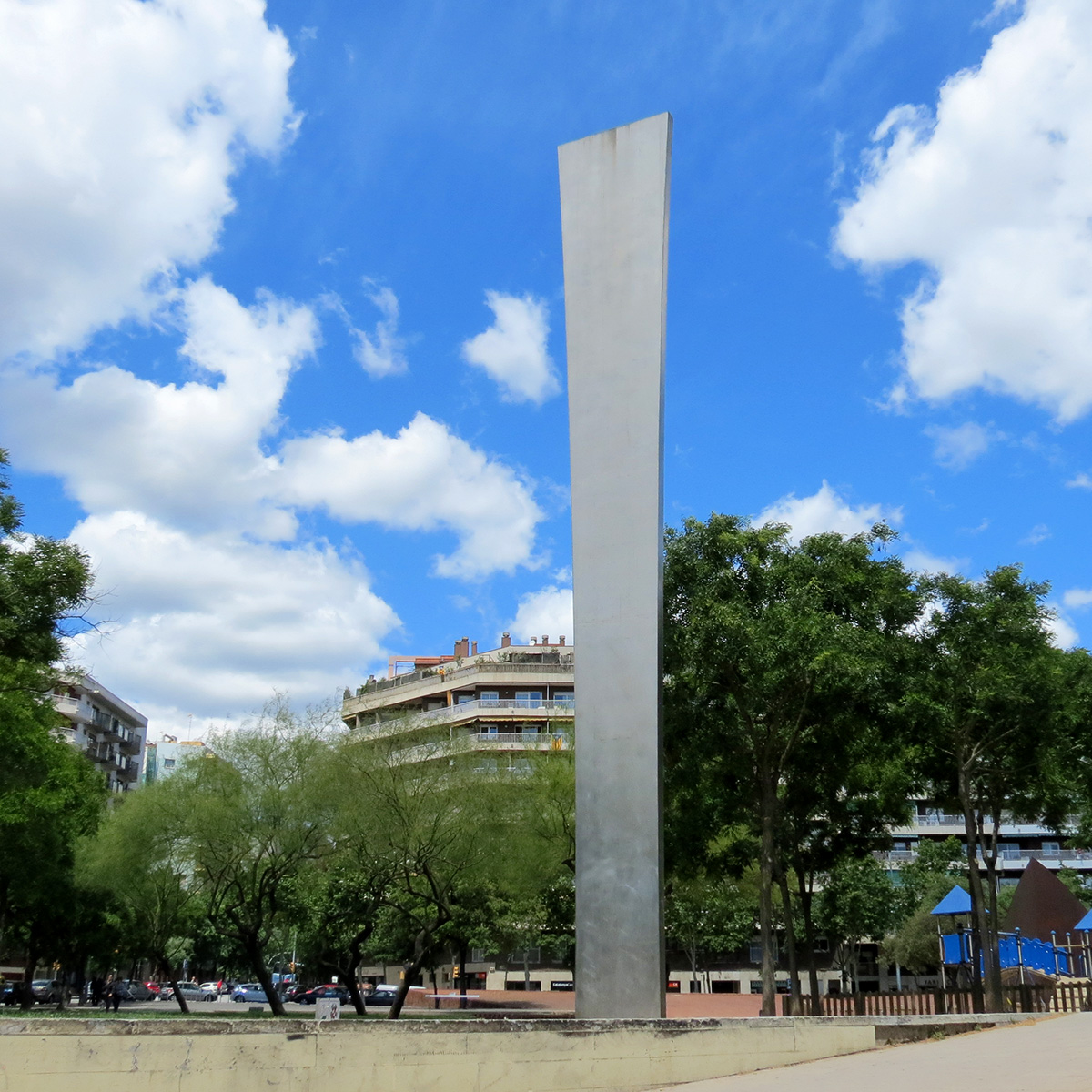
Zonder titel, Barcelona (1987)

Ellsworth Kelly (Newburgh, NY, 31 mei 1923 – Spencertown, NY, 27 december 2015) was een Amerikaanse schilder en beeldhouwer van de minimalistische stroming meer bepaald hard edge.

## Algemene situering
Zijn werk is door de jaren heen beïnvloed door zijn reizen door Europa en Amerika en de contacten met de vele kunstenaars die hij tijdens die reizen ontmoet heeft.

Tijdens zijn carrière heeft hij zich steeds laten leiden door de combinatie van abstracte vormen, gegeven door scherp afgetekende grenslijnen. Hij heeft deze manier van vormgeven doorgevoerd in al zijn werken, van het platte doek tot zijn sculpturen. Als tussenvorm tussen het platte vlak en de sculptuur experimenteerde hij met abstract vormgegeven doeken en beschilderde stukken plaatmetaal.

## Leven en werk
Kelly studeerde van 1941 tot 1943 aan het Pratt Institute in Brooklyn. Hierna werd hij opgeroepen voor het leger en deed hij dienst tot het einde van de Tweede Wereldoorlog. Na zijn afzwaaien pakte hij zijn kunstopleiding weer op, nu aan het School of the Museum of Fine Arts in Boston, van 1946 tot 1947. Aansluitend maakte hij gebruik van de mogelijkheden die hem geboden werden door de Amerikaanse G.I. Bill om in 1948 een jaar te studeren aan de École des Beaux Arts te Parijs (waar hij, naar het schijnt, weinig in het klaslokaal te vinden was).
In zijn periode in Parijs kwam Kelly voor het eerst in aanraking met romaanse kunst en architectuur en de Byzantijnse kunst. Ook zag hij voor het eerst voorbeelden van surrealisme en neoplasticisme. Al deze stijlen beïnvloedden zijn manier van werken en persoonlijke stijl. Ook kreeg hij de smaak te pakken om lange studiereizen te maken en zich te laten inspireren door wat hij daar zag. Zijn vroege werk wordt gekenmerkt door abstracties van de realiteit als onderwerp van zijn werk.
Een ontmoeting met Jean Arp in 1950 was het begin van een serie werken waarin kansrekening en combinatoriek een rol spelen bij de plaatsing van objecten in zijn werken. Hij maakte ook werken in meerdere delen die onderling gecombineerd kunnen worden tot nieuwe werken. In het werk van Arp en diens gebruik van het toeval herkende Kelly zijn eigen groeiende ambitie om moderne kunst te maken die zo veel mogelijk anoniem was en waarin het persoonlijke (bijvoorbeeld de verftoets) zo veel mogelijk was teruggedrongen. Deze herkenning was overigens wederzijds.
Tussen 1950 en 1954 maakte Kelly zijn eerste, lange studiereis door Frankrijk. Hij kwam in contact met Franse kunstenaars die allemaal zochten naar nieuwe vormen en maakte kennis met onder meer Constantin Brancusi, Alexander Calder, Alberto Magnelli, Francis Picabia en Georges Vantongerloo. Het resultaat van zijn inspanningen in deze periode was zijn eerste solo-expositie in de Galerie Arnaud te Parijs, in 1951. Het was in deze jaren dat Kelly de gewone onderwerpen van de straat zoals raamkozijnen, tennisvelden, straathoeken, plattegronden, etc. sterk ging waarderen als onderwerp voor zijn werk. Zelf verhaalt hij uitvoerig over een museumbezoek in 1949 waar de grote ramen van de zalen hem sterker konden fascineren dan de oude schilderijen die er hingen. In deze onderwerpen vond hij het algemene karakter dat hij in zijn eigen kunst wilde realiseren.
In 1954 keerde Kelly terug naar de Verenigde Staten, naar Manhattan. Tot 1970 woonde hij hier in verschillende kunstenaarsbuurten en kwam hij in contact met de New Yorkse kunstenaars van zijn generatie. Tot zijn naaste kennissen hoorden Robert Indiana, Agnes Martin, Fred Mitchell, James Rosenquist, Lenore Tawney en Jack Youngerman. Hij bleef studies doen naar vorm en ruimte in het platte vlak, speelde met schaduw en dimensie. Zijn eerste solo-expositie in New York was in 1956 in de Betty Parsons Gallery. In 1959 vond het Museum of Modern Art hem goed genoeg om zijn werk op te nemen in de tentoonstelling Sixteen Americans at the Museum of Modern Art, New York.
Vanaf 1957/58 maakte Kelly ook sculpturen, na een opdracht tot een sculptuur voor het Transportation Building in Philadelphia. In 1959 experimenteerde hij met beschilderd plaatmetaal als alternatief voor zijn ruimtelijke studies; zijn bekende werk in deze stijl is Gate.
In het volgende decennium ondernam hij een aantal grote projecten voor opdrachtgevers. Hij maakte sculpturen voor de wereldtentoonstelling van 1964 in New York en een groot fresco voor het gebouw van de UNESCO in Parijs in 1969. In 1970 verliet hij Manhattan en begon de voorgaande periode van zijn loopbaan af te sluiten, wat resulteerde in zijn eerste retrospectief in 1973.
Vanaf 1974 begon hij te werken aan een serie sculpturen in staal en aluminium, waarmee hij een nieuwe richting insloeg. In deze periode verhuisde Kelly naar Spencertown naar een woning met een groot park eromheen dat dienstdeed als beeldentuin. 1977 bracht een nieuwe studiereis door Europa, waarbij hij Spanje, Italië en Frankrijk aandeed. In 1978 maakte hij een grote sculptuur voor Barcelona. Tot op hoge leeftijd bleef hij schilderen om naar eigen zeggen "de flux van het leven en de extase van het zien te vatten".

## Onderscheidingen
- National Medal of Arts in 2012